# Amrasca pringlei
Amrasca pringlei är en insektsart som beskrevs av Irena Dworakowska 1994. Amrasca pringlei ingår i släktet Amrasca och familjen dvärgstritar.
Artens utbredningsområde är Sri Lanka. Inga underarter finns listade i Catalogue of Life.